# Lenka Dražilová
Lenka Dražilová (* 13. září 1963 Blansko) je česká politička, od října 2017 poslankyně Poslanecké sněmovny PČR, v letech 2016 až 2020 zastupitelka Jihomoravského kraje, od roku 2006 zastupitelka a od roku 2022 také 1. místostarostka města Blansko, bývalá členka ODS, nyní členka hnutí ANO 2011.

## Život
Vystudovala Gymnázium Blansko a následně právo na Právnické fakultě Univerzity Jana Evangelisty Purkyně v Brně (dnes Masarykova univerzita) (získala titul Mgr.). Od roku 1996 pracuje v sociální oblasti, nejprve jako vedoucí oddělení péče o děti a posléze vedoucí odboru sociálních věcí Okresního úřadu Blansko.
Od května 2003 byla ředitelkou Domova důchodců Blansko, později přejmenovaného na SENIOR centrum Blansko. V roce 2013 získala ocenění od tehdejšího hejtmana Jihomoravského kraje Michala Haška mimo jiné za snahu zlepšovat poskytované služby. Na konci července 2015 však byla z funkce odvolána, protože nenahlásila kraji, jakožto zřizovateli, přijetí sponzorského daru ve formě osobního automobilu. Sama se však hájí tím, že krajští radní věděli o nákupu předem a automobil se využíval pro potřeby domova.
V letech 2015 až 2017 pracovala jako ředitelka Senior rezidence Klamovka v Praze.
Lenka Dražilová žije ve městě Blansko.

## Politické působení
V minulosti byla členkou ODS, za niž neúspěšně kandidovala v komunálních volbách v roce 2002 do Zastupitelstva města Blanska. Městskou zastupitelkou se nakonec stala po volbách v roce 2006 a svůj mandát za ODS obhájila ve volbách v roce 2010. Později však z ODS vystoupila a mandát zastupitelky města obhájila ve volbách v roce 2014 jako nestranice za hnutí ANO 2011. V komunálních volbách v roce 2018 již mandát zastupitelky města obhájila jako členka hnutí ANO 2011 a lídryně kandidátky. V komunálních volbách v roce 2022 kandidovala do zastupitelstva Blanska jako lídryně kandidátky hnutí ANO 2011. Mandát zastupitelky města se jí podařilo obhájit. Dne 21. října 2022 byla zvolena 1. místostarostkou města.
V krajských volbách v roce 2016 byla jako členka hnutí ANO 2011 zvolena zastupitelkou Jihomoravského kraje. Působila v kontrolním výboru. Ve volbách v roce 2020 však již nekandidovala.
Ve volbách do Poslanecké sněmovny PČR v roce 2010 kandidovala za ODS v Jihomoravském kraji, ale neuspěla. Podařilo se jí to až ve volbách v roce 2017, když byla zvolena již jako členka hnutí ANO 2011 poslankyní v Jihomoravském kraji, a to z pátého místa kandidátky.
Ve volbách do Poslanecké sněmovny PČR v roce 2021 kandidovala za hnutí ANO 2011 na 5. místě v Jihomoravském kraji. Získala 2 377 preferenčních hlasů, a stala se tak znovu poslankyní.